# Kraftwerk Velle
Das Kraftwerk Velle (spanisch Central de Velle) ist ein Laufwasserkraftwerk bei der Stadt Ourense, Provinz Ourense, Spanien. Es staut den Miño zu einem Stausee auf. Mit der Errichtung des Kraftwerks wurde im August 1962 begonnen; es ging im Juni 1966 in Betrieb. Das Kraftwerk ist im Besitz von Naturgy und wird auch von Naturgy betrieben.

## Absperrbauwerk
Das Absperrbauwerk besteht aus einer Wehranlage mit fünf Wehrfeldern auf der rechten Flussseite sowie einem Maschinenhaus auf der linken Seite. Die Höhe über der Gründungssohle beträgt 26 (bzw. 27) m. Die Mauerkrone liegt auf einer Höhe von 110 m über dem Meeresspiegel. Die Länge der Mauerkrone beträgt 195 m. Das Volumen des Bauwerks beträgt 55.000 m³.
Über die Wehranlage können maximal 8214 m³/s abgeleitet werden. Das Bemessungshochwasser liegt bei 8000 m³/s.

## Stausee
Beim normalen Stauziel von 108 m erstreckt sich der Stausee über eine Fläche von rund 2,6 (bzw. 2,63) km² und fasst 17 Mio. m³ Wasser.

## Kraftwerk
Die installierte Leistung des Kraftwerks beträgt 80 (bzw. 81 86,48 oder 90) MW. Die durchschnittliche Jahreserzeugung liegt bei 165 Mio. kWh. Jede der beiden Kaplan-Turbinen leistet maximal 40 (bzw. 40,6) MW. Die Nenndrehzahl der Turbinen liegt bei 75 Umdrehungen pro Minute. Die Fallhöhe beträgt 13 m. Der Durchfluss liegt bei 374 m³/s. In der Schaltanlage wird die Generatorspannung von 11 kV mittels Leistungstransformatoren auf 240 kV hochgespannt.